# Andrés Gazzotti
Andrés Gazzotti   (Chacabuco, 5 de maig de 1896 - 1984) va ser un jugador de polo argentí que va prendre part en els Jocs Olímpics de Berlín, on guanyà la medalla d'or en la competició de polo. Compartí equip amb Manuel Andrada, Roberto Cavanagh i Luis Duggan.